# سنجاب پرنده سیپورا
سنجاب پرنده سیپورا (نام علمی: Hylopetes sipora) نام یک گونه از سرده جنگل‌پر است.